# Der Hagestolz
Der Hagestolz ist der Titel einer Erzählung des österreichischen Schriftstellers Adalbert Stifter. Das Werk stammt aus dem Jahre 1844 und wurde 1845 im Almanach „Iris. Taschenbuch für das Jahr 1845“ erstmals veröffentlicht.

## Handlung
Victor, ein junger Mann, wächst als Waise behütet zusammen mit seiner Stiefmutter Ludmilla und seiner Stiefschwester Hanna auf. Eines Tages verlässt Victor jedoch schweren Herzens die gewohnte Umgebung, um ein Leben als Beamter zu beginnen. Doch zuvor bittet sein Oheim, der Bruder seines lange verstorbenen Vaters, ihn zu sich auf eine abgelegene Insel in den Bergen. 
Nach langer Reise gelangt er zu seinem alten Onkel, der Victor jedoch scheinbar zunächst wenig Sympathie und Wertschätzung entgegenbringt. Ungeduldig erwartet Victor, der sich wie ein Gefangener auf der Insel fühlt, den Tag der Abreise. Als er die Insel verlassen möchte, wird ihm dies jedoch von seinem Oheim verboten, weshalb sein Unmut gegen den kühl wirkenden Onkel immer größer wird.
Allerdings verbessert sich das Verhältnis zwischen den beiden Verwandten mit der Zeit und so erzählt der Oheim dem jungen Mann seine Lebensgeschichte. Victor erfährt, dass sein Onkel einst verliebt in seine Stiefmutter war, es jedoch niemals zur Heirat kam. Überhaupt macht er Victor deutlich, dass ein einsames Dasein nicht erstrebenswert sei und man im Alter sehr darunter zu leiden habe. Er empfiehlt Victor zu heiraten und nicht wie er zu enden. 
Victor, der zu Beginn der Erzählung deutlich machte, dass er nicht heiraten wolle, nimmt sich die Worte seines Onkels sehr zu Herzen und kehrt schließlich zu seiner Pflegemutter zurück, mit der er die Sache bespricht. Später nimmt er Hanna, die Tochter seiner Pflegemutter, zur Frau und hielt sich somit an den Rat seines Oheims.